# Сијера Леоне на Светском првенству у атлетици на отвореном 2011.
Сијера Леоне је учествовала  на 13. Светском првенству у атлетици на отвореном 2011. одржаном у Тегу од 27. августа до 4. септембра. Репрезентацију Сијера Леоне представљала су 2 такмичара (1 мушкарац и 1 жена) који су се такмичили у 2 дисциплине (1 мушка и 1 женска).,
На овом првенству представница Сијера Леонеа није освојила медаљу, нити је оборила неки рекорд.

## Учесници
| Мушкарци: - Томас Ванди — 800 м | Жене: - Ола Сесај — Скок удаљ |

## Резултати

### Мушкарци
| Томас Ванди | 800 м | 1:53,69 | Није стартовао | Није стартовао | Није стартовао | Није стартовао | Није се квалификовао | Није се квалификовао | Није се квалификовао | Није се квалификовао |  |

### Жене
| Ола Сесај | Скок удаљ |  | 5,94 | 15. у гр. А | Није се квалификовала | 45 / 52 (54) |  |